# عمر چلیک
عمر چلیک (انگلیسی: Ömer Çelik؛ زادهٔ ۱۵ ژوئن ۱۹۶۸) یک سیاست‌مدار اهل ترکیه است.